# Травлёный штрих
Травлёный штрих — гравюра на металле, офортная манера, именуемая также штриховым, игловым, чистым, классическим или даже просто — офортом. Технологически является основной в этом виде станковой графики глубокой печати, поскольку даже за счёт сравнительно несложных подготовительных работ, выполнения рисунка на металлической доске достаточно простыми инструментами и, что основное — травления, эта техника в оттисках позволяет достигать очень ёмкого валёрного разнообразия, дающего, в свою очередь, богатые средства выразительности как по характеру линий, так и в фактурности, тональной глубине широкого диапазона.

## Технология
Как основная его манера, травлёный штрих вобрал в себя все характерные и уникальные особенности техники офорта; поэтому на начальном этапе владение ею до такой степени важно, что, не обладая им, невозможно постичь не только саму природу офорта, но также и рассчитывать на какое-либо понимание особенностей других манер, — возможности использования их должным образом для достижения желаемых результатов .
Создание офорта травлёным штрихом включает следующие этапы:
- подготовка доски (нанесение кислотоупорного грунта и копчение)
- гравирование (рисунок офортной иглой по кислотоупорному грунту);
- травление;
- пробный оттиск и коррекция печатной формы;
- печать.

### Материалы
Основными металлами в офорте, проверенными опытом, являются медь, цинк и сталь.
Медь — наиболее ценный и удобный в работе материал. Медные печатные формы используются в офорте с момента его возникновения благодаря следующим очевидным достоинствам: твёрдость, пластичность и лёгкость в обработке. Доска красной меди должна быть прокована и прокатана в листы толщиной от 1.3 до 3 мм. Медь бывает вязкой и хрупкой, для офорта используются оба вида.
Этот материал даёт очень стойкие печатные формы и качественные по всем параметрам оттиски. Для травления применяется азотная и серная кислоты, однако процесс протекает сравнительно медленно. Также для травления применяют раствор хлорида железа (III).
Цинк — самый распространённый металл в офорте; он лёгок в обработке и хорошо травится азотной кислотой,  даёт живописные оттиски с хорошей фактурой штриха, тональным разнообразием Предпочтительны листы фабричного производства — 1,5—3 мм, которые достаточно только очень хорошо отполировать.
Успешно используется и офсетный, полиграфический цинк, но он имеет следующие недостатки: потребность дополнительной обработки и полировки, обусловленный примесями более продолжительный процесс травления, но главное — малая толщина листов не позволяет протравливать глубокий штрих, что чревато, в данном случае, «пробоем»; легко окисляясь, он боится влаги, и это требует дополнительных условий хранения.
Сталь — Обладает наибольшей твердостью. Преимущества: доступность, дешевизна, большая устойчивость печатной формы. Офорты, выполненные на стали, отличаются сухостью штриха и приглушенностью тона. Печатная форма на стали трудно поддается исправлениям. При травлении стальных досок в азотной кислоте обильно выделяются вредные испарения.

### Подготовка офортной доски
Немаловажным на начальном этапе является знание свойств и особенностей металлов — от этого последовательно и органично зависит результат во всех стадиях работы над офортом: соответствие произведения поставленным изобразительным, художественным задачам; качество оттисков; долговечность печатной формы и, как следствие того — тиражность.
Перед работой, доску нужно подготовить. Если доска деформирована, её следует выровнять (для этого обычно её прокатывают через офортный станок, а мелкие бугорки убирают, аккуратно постукивая деревянным молотком).  Чтобы доска при печати не порвала бумагу и не повредила вал станка, углы доски слегка закругляют и снимают фасеты.  Затем доску шлифуют и полируют. Перед нанесением грунта доски следует промыть и обезжирить, для лучшего сцепления лака с поверхностью формы.
Затем, доску покрывают кислотоупорным грунтом (доску подогревают, наносят грунт и равномерно распределяют по доске мягким тампоном или валиком). Сразу после нанесения твердого лака доску нужно закоптить (после копчения лак становится плотным и его кислотоупорные свойства усиливаются). В качестве грунта также используют жидкий лак. Жидкий лак легче наносится, не требует копчения и особо тщательного обезжиривания, что делает его использование удобнее в некоторых случаях. Однако твердый лак надежнее, особенно для длительной работы на больших досках.

### Травление
Перед травлением обратную сторону доски и фасеты выкрывают специальными лаками, чтобы защитить от воздействия кислоты. Затем доску травят в кислоте. Травление можно производить в один или несколько приёмов.Чем крепче раствор, тем активнее идет процесс травления. Глубину штриха можно увеличить за счет крепости раствора или за счет продолжительности травления. Травление проходит активнее при свете и при повышении температуры.

### Печать
После травления доску промывают и удаляют грунт. Сперва делают пробный оттиск, затем вносят коррективы, производят повторное травление или догравировывают доску механическим способом.  Печатную форму набивают офортной краской, снимают излишки так, чтобы краска оставалась только в штрихах, иногда оставляют легкий тон. Набитую краской доску размещают на талере станка, накрывают увлажненной бумагой и слоем плотного сукна (из фетра или тонкого войлока). Затем доску прогоняют между валами станка, под давлением краска вынимается из штрихов и остается на бумаге.

### Инструменты
Гравирование производится стальными иглами разных диаметров и сечений. Также используют параллельные иглы и пучки игл, металлические щеточки и т.д.